# Єжи Пайончковський‑Дидинський
Єжи Казімеж Пайончковський-Дидинський гербу Любіч (народився 19 липня 1894 у Львові, помер 6 грудня 2005 в Ґрендж-овер-Сандс) — дипломований полковник Війська Польського, супердовгожитель.

## Біографія
Народився 19 липня 1894 року у Львові, в родині Вломідєш (1864—1943) та Ванди, уродженої Сенковських, гербу. Правдзіч (1865—1948), походив із дворянської родини з Видрни. Його брат Стефан (1900—1978), теж офіцер Війська Польського, художник, баталіст і військовий костюмер. Переїхавши до Сянока, де наприкінці 1901 року його батько став директором Генеральної лікарні, родина Пайончковських спочатку винаймала квартиру на першому поверсі вілли доктора Адольфа Бендля на вулиці Ягеллонській (пізніше після розширення це було приміщення школи), а потім у власному будинку на залізничній станції Санок-Місто.
У 1912 році Єжи Пайончковський з відзнакою склав іспит на закінчення середньої школи в чоловічій гімназії CK у Сяноку (в його класі були, серед інших, Людвік Геллебранд, Ян Косіна, Мечислав Криговський, Юзеф Агатон Моравський, Тадеуш Ремер, Зигмунт Ветулані). Того ж року розпочав студії права на юридичному факультеті Львівського університету Яна Казимира. Як правослухач постановою Міської управи в Сяноці 1912 р. був визнаний належним до Сяноцької гміни. Через два роки, після початку Першої світової війни, через очікуване військове призначення він переїхав до Віденського університету. У лавах австро-угорської армії служив з 1915 (в піхоті); з 1916 р. у званні сержанта служив на Албанському фронті. Призначений підпоручиком піхоти в запасі 1 січня 1917 року. До 1918 року формально був резервістом 45-го піхотного полку. Незадовго до закінчення війни потрапив у полон до Італії, але був звільнений у грудні 1918 р. завдяки втручанню польсько-французької військової місії в Італії. Після короткого перебування у Франції він повернувся до Польщі з синьою армією генерала Юзефа Галлера. Вступив до Війська Польського і в званні поручника брав участь у польсько-більшовицькій війні.
У 1921—1923 роках був слухачем 2-го нормального курсу Вищої військової школи у Варшаві. 3 травня 1922 р. вивірений у капітани зі старшинством 1 червня 1919 р. і 739-ю посадою в піхотному офіцерському корпусі, а його головною частиною був 2-й Підгальський стрілецький полк. 1 жовтня 1923 р., закінчивши курси й отримавши академічний диплом офіцера Генерального штабу, був призначений до Навчального відділу штабу окружної команди X корпусу в Перемишлі, залишаючись старшим офіцером 2-го Підгалля. Стрілецький полк . 1 грудня 1924 року призначений у звання майора зі старшинством 15 серпня 1924 року і мав 223 офіцерський склад піхотного складу. 26 квітня 1928 року був призначений до 22-ї гірсько-піхотної дивізії в Перемишлі на посаду начальника штабу. У червні 1930 року переведений до IV відділу Генштабу у Варшаві.
Як прийомний син Казимира ор Катажини Дидинської, постановою міського суду в Сяноку від 28 липня 1931 р. його прізвище було виправлено з Пайончковських на Пайончковські-Дидинські. Казиміра Дидинська була онукою Вінцентія Сі та донькою Едмунда Дидинського.
У 1932 році Єжи Пайончковський-Дидинський був автором публікації під назвою Оперативні плани центральних держав проти Росії. Крім того, він був рецензентом видань німецьких авторів військової тематики.
26 січня 1934 року переведений до 6-го Підгальського стрілецького полку в Самборі на посаду командира батальйону. 27 червня 1935 року йому було присвоєно звання старшого підполковника 1 січня 1935 року і 14-ту посаду в піхотному офіцерському корпусі. 4 липня 1935 року переведений до 34-го піхотного полку в Бялій Подлясці на посаду заступника командира полку. З липня 1936 року знову служив у IV відділі Генштабу у Варшаві на посаді начальника відділу постачання та евакуації . 1 вересня 1939 року призначений в IV відділ штабу Головкому на посаду заступника начальника відділу-начальника відділу постачання. 18 вересня 1939 року в Кутах перетнув кордон з Румунією, де був інтернований.
Потім він пробрався до Франції, а в червні 1940 року до Англії. До кінця війни служив у польських збройних силах на Заході, в тому числі як начальник польського гарнізону в Перті. Він також перекладав британські військові статути для потреб польської армії. Після війни залишився в еміграції; він оселився в шотландському місті Единбург, де жив на Торфін-роуд і працював садівником. У 1964 році Головнокомандувач генерал-лейтенант Владислав Андерс присвоїв йому звання полковника.
Пайончковський був активним в емігрантських колах, він, між ін. один із засновників гуртка військових знань. У 1993 році переїхав до міста Седберг (Камбрія). У 1994 році заявив про участь у діяльності Товариства розвитку та благоустрою міста Сянок як член-підтримувач. Став почесним членом Товариства друзів Сянока і Сяноцького краю. Останні роки свого життя він провів у будинку престарілих у Ґрендж-овер-Сандс.
Був одружений двічі: вперше з Марією Левандовською (1901—1945), одруженою в Сяноку 24 квітня 1924, з якою мав сина Анджея, з другою дружиною Дороті Мері Кеттералл (1905—1994), одружилася в травні 1946 року, у нього була донька Доркас. Після смерті Катажини Дидинської (померла 1947 р.) він став законним спадкоємцем модринового маєтку в Страхоціні, де регулярно проводив відпустку під час ІІ Речі Посполитої. Він знову відвідав це місце після приходу Третьої польської республіки, намагаючись повернути собі власність. В Единбурзі він жив на Торфін-роуд. Під час перебування в цьому місті 2 червня 1978 року помер його брат Стефан.
У липні 2005 року йому виповнилося 111 років. Помер 6 грудня 2005 року.
Двоюрідною сестрою Єжи Пайончковського-Дидинського була Ізабелла Зелінська (1910—2017), польська столітня жінка.

## Ордени та нагороди
- Офіцерський хрест ордена Відродження Польщі (19 квітня 2001)[40][41][42]
- Лицарський хрест Ордена Відродження Польщі
- Хрест Доблесті (1920)
- Срібний Хрест Заслуги (16.03.1928)[43]
- Медаль «Десятиріччя відновлення незалежності».
- Пам'ятна медаль за війну 1918—1921 рр
- Карлів військовий хрест (Австро-Угорщина, до 1918)[12]